# Bulbul šupinkový
Bulbul šupinkový (Pycnonotus cafer) je druh pěvce z čeledi bulbulovitých (Pycnonotidae). Původní areál rozšíření tohoto druhu zahrnoval indický subkontinent, Srí Lanku, východ Myanmaru a Tibet, avšak byl zavlečen i jinam, například na některé tichomořské ostrovy: Samoa, Fidži, Tonga... Pozorován byl ale i ve Spojených arabských emirátech, Bahrajnu, Spojených státech amerických, Argentině a na Novém Zélandu. I díky takovému areálu rozšíření je bulbul šupinkový zařazen mezi 100 nejinvazivnějších druhů. Obývá hlavně otevřené lesy s řídkým porostem nebo i obdělávané plochy.
Druh byl poprvé popsán švédským přírodovědcem Carlem Linném ve dvanáctém vydání jeho díla Systema Naturae, prvně vydaném roku 1766. Běžně se rozlišuje osm poddruhů, které se liší, spíše než vzhledem, zeměpisným rozšířením. Navíc existují dvě formy, které sice byly v minulosti uváděny jako poddruhy, v současné době se ale berou pouze jako formy.
Tělo dospělých jedinců měří na délku průměrně 20 cm. Celkové zbarvení je hnědé, na hlavě a krku je barva tmavší, než na zbytku těla. I jednotlivé poddruhy se liší v tom, kam až tmavší zbarvení sahá. Ocas je dlouhý a černá pera jsou lemována bílým pruhem. Typickým pro bulbuly je drobný hřebínek a ani bulbulové šupinkoví nejsou výjimkou. U tohoto druhu navíc běžně dochází ke křížení s jinými druhy pěvců, například s bulbuly indočínskými (Pycnonotus aurigaster) nebo bulbuly bělolícími (Pycnonotus leucogenys).
Bulbulové šupinkoví se živí ovocem, nektarem, okvětními lístky květin nebo i drobným hmyzem. Období hnízdění u nich probíhá od června do září a samička většinou snese dvě až tři narůžovělá vejce. O vylíhlá mláďata se pak společně starají sameček i samička.

## Taxonomie
Bulbul šupinkový byl poprvé popsán Carlem Linném v roce 1766, konkrétně ve dvanáctém vydání jeho díla Systema Naturae. Některé populace byly navíc označeny jako samostatné poddruhy, avšak nominátní subspecie obývá pouze jižní Indii. Běžně bývá uváděno osm poddruhů:
- Pycnonotus cafer bengalensis Blyth, 1845
- Pycnonotus cafer cafer (Linnaeus, 1766)
- Pycnonotus cafer haemorrhousus (J. F. Gmelin, 1789)
- Pycnonotus cafer humayuni Deignan, 1951
- Pycnonotus cafer intermedius Blyth, 1846
- Pycnonotus cafer melanchimus Deignan, 1949
- Pycnonotus cafer stanfordi Deignan, 1949
- Pycnonotus cafer wetmorei Deignan, 1960

V minulosti byl navíc uznáván jako poddruh i P. c. saturatus (Whistler & Kinnear 1932), který měl obývat severovýchodní poloostrovní Indii. Běžně bývají pozorování kříženci poddruhu P. c. humayuni a bulbulů bělolících, v minulosti ale panovaly mylné předpoklady, že se jedná o poddruh bulbula šupinkového P. c. magrathi.

## Popis

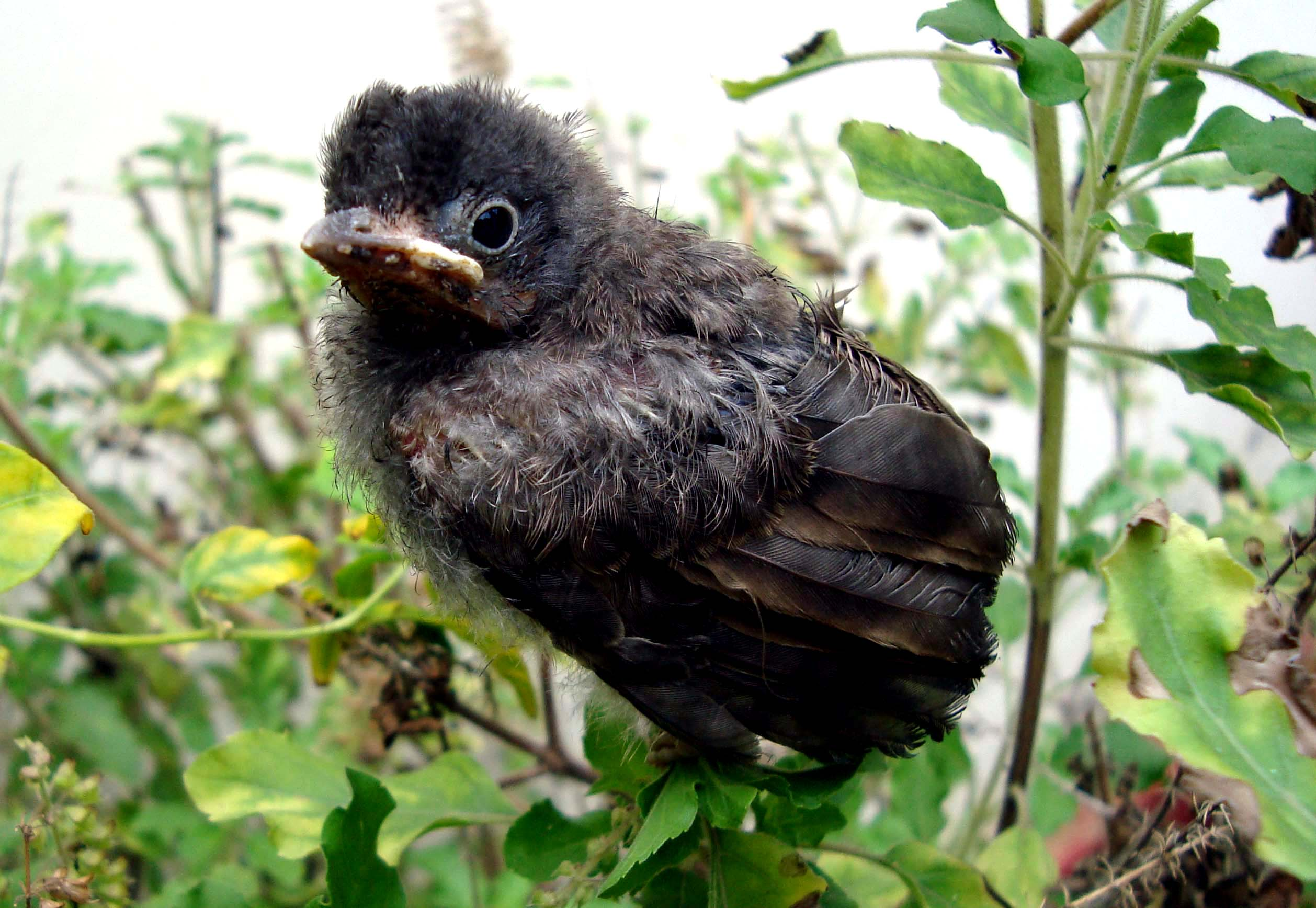
Ptáče bulbula šupinkového

Bulbul šupinkový je typický svým malým hřebínkem a dlouhým ocasem. Na délku měří jeho tělo průměrně 20 cm. Převážně je tento pták zbarvený tmavě hnědě, hlava a část krku jsou tmavší než zbytek těla. Jméno „šupinkový“ je odvozeno od světlých šupinek s tmavým lemováním, které mají tito ptáci na hrudi. Podocasní krovky jsou výrazně červené, ocas tmavě hnědý až černý, avšak jednotlivá pera jsou lemována bílým pruhem. U tohoto druhu prakticky neexistuje pohlavní dimorfismus: samečka nelze rozeznat od samičky. Naopak mladí jedinci se od dospělých liší jednolitým tmavým zbarvením.

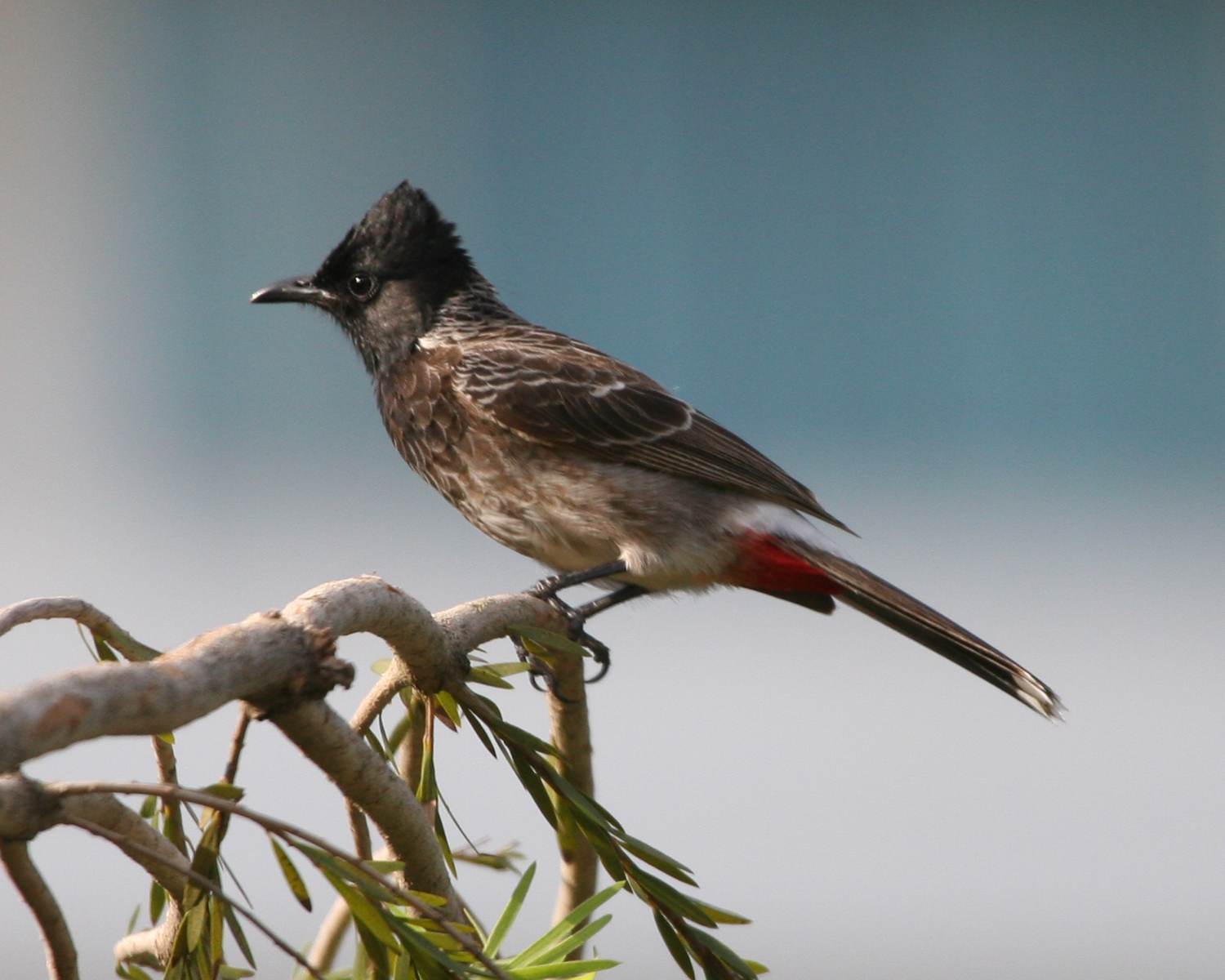
Samec bulbula šupinkového v indické Bombaji

Himálajské poddruhy P. c. bengalensis a P. c. intermedius mají výraznější hřebínek a výraznější „šupinky“. Poddruh P. c. intermedius lze navíc snadno rozeznat díky tmavé kapuci, která se táhne až do poloviny prsou, zatímco u jiných poddruhů je menší. Zástupci poddruhu P. c. bengalensis mají světlejší dolní partie, ale také výrazně tmavší znaky na hrudi. Poddruh P. c. stanfordi je podobný P. c. intermedius. Zástupci P. c. haemorrhousus mají tmavou kapuci navíc ohraničenou bílým pruhem. Kříženci P. c. humayuni a bulbulů bělolících byli typičtí oranžovými podocasními krovkami  Krom těchto kříženců se bulbulové šupinkoví běžně kříží s bulbuly indočínskými.
Byli zaznamenáni i jak melaničtí, tak leucismičtí jedinci.

## Výskyt
Bulbulové šupinkoví vyhledávají především řídké lesy, otevřené pláně nebo obdělávané plochy. Studie provedená v roku 1975 prokázala, že pro bulbuly šupinkové je vegetace tím nejdůležitějším faktorem, který určuje jejich areál rozšíření.
Druh byl zavlečen na Havaj, Nový Zéland a Fidži. Roku 1943 se poprvé objevili na Samoi a od roku 1957 se zde jednalo o běžný druh. Na Fidži se tito ptáci dostali již roku 1903 a to spolu s indickými dělníky. Roku 1917 pak byli zavlečeni do australského Melbourne, avšak naposledy zde byli viděni roku 1942. Ve většině oblastí, které obývají, jsou považováni za škůdce, protože ničí úrodu ovoce. Na Havaji mají navíc tito ptáci na svědomí i ničení rostlin rodu Dendrobium, na ochranu rostlin jsou proto používány různé druhy chemikálií.

## Chování
Bulbulové šupinkoví se živí ovocem, okvětními lístky květin, nektarem, hmyzem a byly zaznamenány i případy, kdy požírali malé gekony. Hodují například i na tolici vojtěšce (Medicago sativa), významné zemědělské rostlině.
Od června do září probíhá období hnízdění. Hnízdo si staví v křovinách ve výšce mezi 2 až 3 m. Krom křovisek ale páry využívají i budovy nebo díry v jejich omítkách. Byl dokonce zaznamenán případ, kdy bylo hnízdo postaveno na hladině vody na listech tokozelky vodní (Eichhornia crassipes). Do hnízda následně samička snese dvě až tři vajíčka, která jsou narůžovělé barvy a s tmavými skvrnami. Bulbulové šupinkoví navíc mohou mít více snůšek za rok. Hnízda bulbulů jsou ale též často cílem hnízdního parazitismu kukaček černobílých (Clamator jacobinus). Krom vystrčení vajec z hnízda kukačkami jsou dalšími častými příčinami úmrtí mladých ptáků v Indii požáry, silné deště a dravci.
Čtrnáct dní od nakladení vajec se líhnou holá ptáčata.